# Leptoseris incrustans
Leptoseris incrustans är en korallart som först beskrevs av Quelch 1886.  Leptoseris incrustans ingår i släktet Leptoseris och familjen Agariciidae. IUCN kategoriserar arten globalt som sårbar. Inga underarter finns listade i Catalogue of Life.

## Bildgalleri

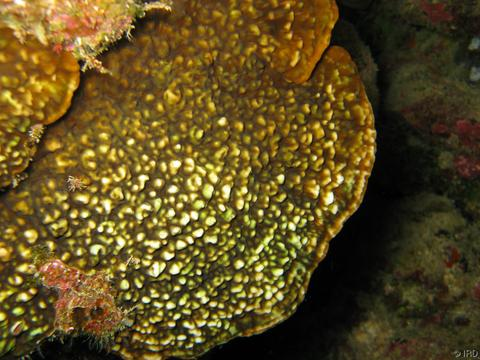
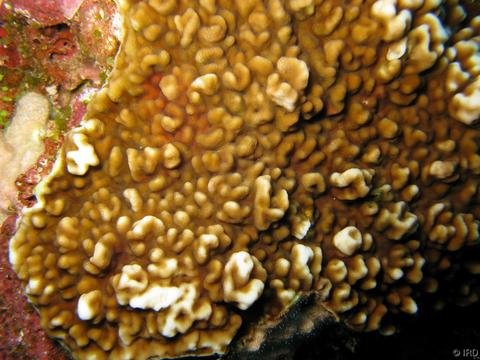
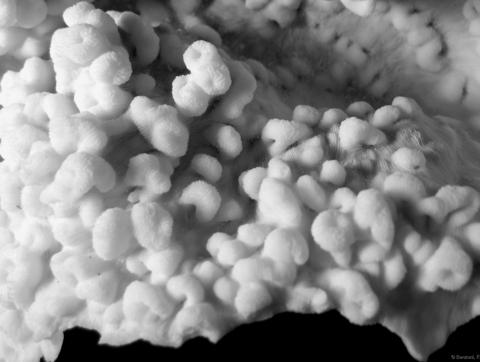